# Florence Pugh
Florence Rose Pugh (Oxford, 3 gennaio 1996) è un'attrice britannica.

Firma di Florence Pugh

Ha ottenuto il riconoscimento pubblico per i suoi ruoli nei film Lady Macbeth (2016), Una famiglia al tappeto (2019), Midsommar - Il villaggio dei dannati (2019) e Don't Worry Darling (2022). Grazie alla performance nella pellicola Piccole donne (2019), ottiene il plauso della critica e si aggiudica la sua prima candidatura al Premio Oscar nella sezione miglior attrice non protagonista, ai Critics' Choice Awards e la seconda candidatura ai British Academy Film Awards. Dal 2021 interpreta il ruolo di Yelena Belova (alias Vedova Nera) nel Marvel Cinematic Universe, di cui fanno parte i film Black Widow, Thunderbolts* e Avengers: Doomsday, e la miniserie televisiva originale Hawkeye, distribuita su Disney+.

## Biografia
Florence Pugh è nata il 3 gennaio 1996 a Oxford. Figlia della ballerina Deborah e del ristoratore Clinton Pugh, ha tre fratelli: l'attore e musicista Toby Sebastian, l'attrice Arabella Gibbins e Rafaela "Raffie" Pugh. Da bambina soffriva di tracheomalacia, che la portava a frequenti ricoveri. La famiglia si è trasferita a Sotogrande in Spagna quando Pugh aveva tre anni, sperando che il clima più caldo avrebbe migliorato la sua salute. Ha vissuto lì fino all'età di sei anni, a quel punto sono tornati a Oxford. Ha studiato privatamente alla Wychwood School e alla St Edward's School di Oxford, ma non condivideva il modo in cui le scuole non supportavano le sue ambizioni di recitazione.

### I primi ruoli (2014-2018)
Ha fatto il suo debutto come attrice professionista nel 2014, nel film drammatico The Falling, al fianco di Maisie Williams. Tara Brady del The Irish Times ha lodato la performance dell'attrice ritenedola "notevole", mentre Oliver Lyttelton di IndieWire l'ha definita "sorprendente".
Nel 2016 è protagonista della pellicola indipendente Lady Macbeth, in cui interpreta Katherine una giovane sposa che diventa violenta. L'attrice ha dichiarato di aver scelto la parte poiché attratta da personaggi con motivazioni "confuse o almeno interessanti". Grazie a questo ruolo ottiene le lodi della critica e si aggiudica il British Independent Film Awards come miglior attrice.
Nel 2018 ottiene la sua prima candidatura ai British Academy Film Awards nella sezione miglior stella emergente. Lo stesso anno recita al fianco di Anthony Hopkins in King Lear e prende parte al cortometraggio Leading Lady Parts a sostegno dell'iniziativa Time's Up. Successivamente interpreta Elizabeth de Burgh nel film storico Outlaw King - Il re fuorilegge. Charles Bramesco di The Guardian l'ha trovata "eccellente nonostante il suo ruolo ingrato". Recita nella miniserie The Little Drummer Girl, in cui interpreta un'attrice che negli anni '70 rimane coinvolta in un complotto di spionaggio.

### La rivelazione (2019-presente)
Nel 2019 interpreta la wrestler professionista Paige nella commedia biografica Una famiglia al tappeto. Il film è stato presentato in anteprima al Sundance Film Festival 2019 con recensioni positive. Geoffrey Macnab di The Independent ha promosso ed attribuito all'attrice il merito di essere "completamente convincente come wrestler". Lo stesso anno è protagonista del film horror Midsommar - Il villaggio dei dannati diretto da Ari Aster. Successivamente veste i panni di Amy March nell'adattamento cinematografico Piccole Donne diretto da Greta Gerwig. Sia la pellicola che la performance dell'attrice ottengono il plauso della critica. Grazie a questo ruolo ottiene la sua prima candidatura al Premio Oscar nella sezione miglior attrice non protagonista, ai Critics' Choice Awards e la seconda candidatura ai British Academy Film Awards.
Nel 2021 prende parte al Marvel Cinematic Universe, interpretando il ruolo di Yelena Belova nel film Black Widow. Il film ha ottenuto recensioni positive da parte della critica, che ha messo in evidenza la performance distintiva dell'attrice. Ha poi ripreso il ruolo nella miniserie televisiva originale Hawkeye (distribuita su Disney+) e nei film Thunderbolts* (2025) e Avengers: Doomsday (2026).
Nel 2022 recita nel film thriller Don't Worry Darling, diretto da Olivia Wilde. Lo stesso anno è protagonista de Il prodigio, diretto da Sebastián Lelio, basato sull'omonimo romanzo di Emma Donoghue. La sua performance nel ruolo dell'infermiera Lib Wright, è stata lodata dalla critica con Kevin Maher di The Times che l'ha definita "incredibilmente vivida e convincente". Grazie a questo ruolo ottiene due candidature ai British Independent Film Awards.

## Vita privata
Dal 2013 al 2016 l'attrice ha eseguito cover su YouTube sotto il nome di Flossie Rose.
Dal 2019 al 2022 è stata fidanzata con l'attore Zach Braff.

## Filmografia

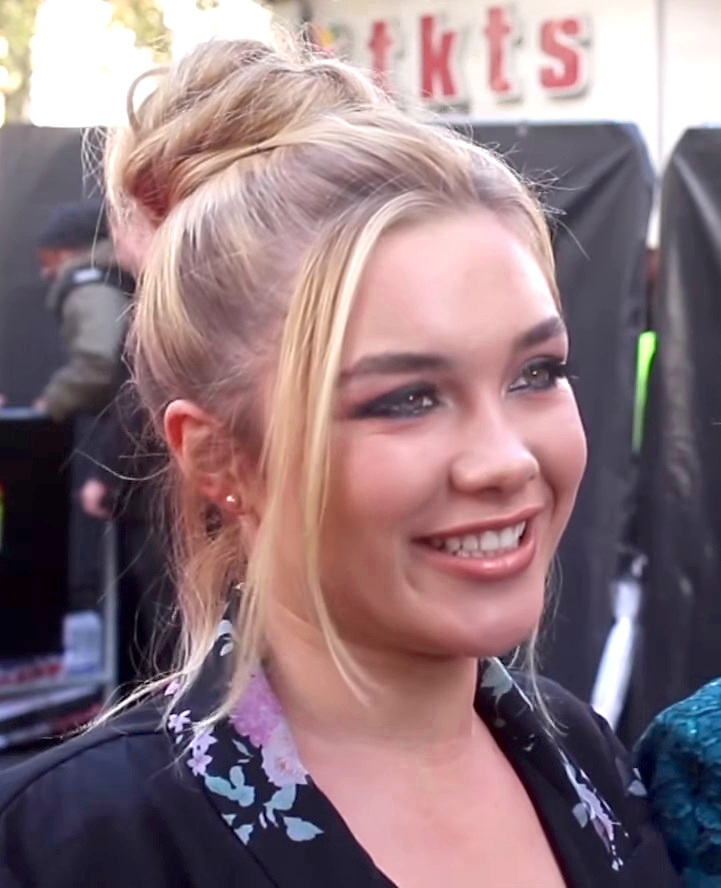
Florence Pugh alla première di The Falling (2014)

### Attrice
- The Falling, regia di Carol Morley (2014)
- Lady Macbeth, regia di William Oldroyd (2016)
- Malevolent - Le voci del male (Malevolent), regia di Olaf de Fleur Johannesson (2018)
- L'uomo sul treno - The Commuter (The Commuter), regia di Jaume Collet-Serra (2018)
- Outlaw King - Il re fuorilegge (Outlaw King), regia di David Mackenzie (2018)
- Una famiglia al tappeto (Fighting with My Family), regia di Stephen Merchant (2019)
- Midsommar - Il villaggio dei dannati (Midsommar), regia di Ari Aster (2019)
- Piccole donne (Little Women), regia di Greta Gerwig (2019)
- Black Widow, regia di Cate Shortland (2021)
- Don't Worry Darling, regia di Olivia Wilde (2022)
- Il prodigio (The Wonder), regia di Sebastián Lelio (2022)
- A Good Person, regia di Zach Braff (2023)
- Oppenheimer, regia di Christopher Nolan (2023)
- Dune - Parte due (Dune: Part Two), regia di Denis Villeneuve (2024)
- We Live in Time - Tutto il tempo che abbiamo (We Live in Time), regia di John Crowley (2024)
- Thunderbolts*, regia di Jake Schreier (2025)

#### Televisione
- Studio City, regia di Sanaa Hamri – film TV (2015)
- Marcella – serie TV, episodi 1x01-1x02-1x03 (2016)
- King Lear, regia di Richard Eyre – film TV (2018)
- La tamburina (The Little Drummer Girls) – miniserie TV, 6 episodi (2018)
- Hawkeye – miniserie TV, 3 episodi (2021)

#### Videoclip
- Midnight, Toby Sebastian feat. Florence Pugh (2023)
- Zombie, Yungblud (2025)

### Produttrice
- A Good Person, regia di Zach Braff (2023)

### Doppiatrice
- Il gatto con gli stivali 2 - L'ultimo desiderio (Puss in Boots: The Last Wish), regia di Joel Crawford (2022)
- Il ragazzo e l'airone (Kimi-tachi wa dō ikiru ka), regia di Hayao Miyazaki (2023)[34]

## Discografia

### Singoli
- 2021 - Midnight (Toby Sebastian feat. Florence Pugh)
- 2023 - The Best Part
- 2023 - Hate myself

## Riconoscimenti
- Premio Oscar[22]
  - 2020 – Candidatura alla miglior attrice non protagonista per Piccole donne
- British Academy Film Awards
  - 2018 – Candidatura alla miglior stella emergente[13]
  - 2020 – Candidatura alla miglior attrice non protagonista per Piccole donne[24]
- British Independent Film Awards
  - 2017 – Miglior attrice per Lady Macbeth[12]
  - 2022 – Candidatura alla miglior performance protagonista per Il prodigio[31]
  - 2022 – Candidatura al miglior cast corale per Il prodigio
- Critics' Choice Award[23]
  - 2020 – Candidatura alla miglior attrice non protagonista per Piccole Donne
  - 2020 – Candidatura al miglior cast corale per Piccole Donne
- Critics' Choice Super Awards
  - 2022 – Miglior attrice in un film di supereroi per Black Widow
- Empire Awards
  - 2018 – Candidatura al miglior debutto femminile per Lady Macbeth
- Festival di Cannes[35]
  - 2019 – Trophée Chopard per la Rivelazione femminile
- Santa Barbara International Film Festival[36]
  - 2020 – Virtuoso Award per Midsommar - Il villaggio dei dannati
- MTV Movie & TV Awards
  - 2023 – Candidatura alla miglior performance in un film per Don't Worry Darling
- Screen Actors Guild Award
  - 2024 – Miglior cast cinematografico per Oppenheimer

## Doppiatrici italiane
Nelle versioni in italiano delle opere in cui ha recitato, Florence Pugh è stata doppiata da:
- Rossa Caputo in Piccole donne, Don't Worry Darling, Oppenheimer, Dune - Parte due, We Live in Time - Tutto il tempo che abbiamo
- Domitilla D'Amico in Lady Macbeth, Una famiglia al tappeto, Midsommar - Il villaggio dei dannati, A Good Person
- Eva Padoan in Marcella, La tamburina, Il prodigio
- Lucrezia Marricchi in Black Widow, Hawkeye, Thunderbolts*
- Veronica Puccio in Malevolent - Le voci del male
- Emanuela Ionica ne L'uomo sul treno - The Commuter
- Francesca Manicone in Outlaw King - Il re fuorilegge
- Jessica Bologna in King Lear

Da doppiatrice è stata sostituita da:
- Margherita De Risi in Il gatto con gli stivali 2 - L'ultimo desiderio
- Eva Padoan in Human Resources